# 立山火山

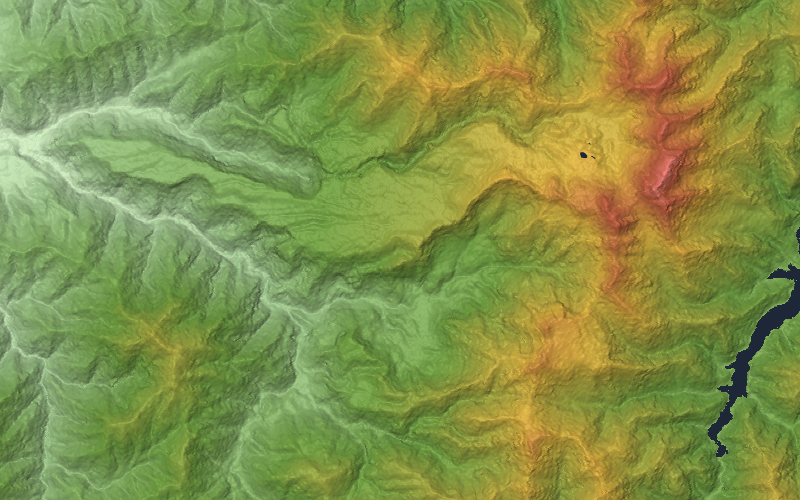
立山火山周辺の地形図。右上の高山に囲まれた場所が室堂平。左へ伸びる平坦部が弥陀ヶ原。中央右の大きな窪地が立山カルデラ。

立山火山（たてやまかざん）は、飛騨山脈（北アルプス）立山連峰西斜面にある活火山。弥陀ヶ原火山（みだがはらかざん）とも呼ばれる。富山県に属する。

## 概要

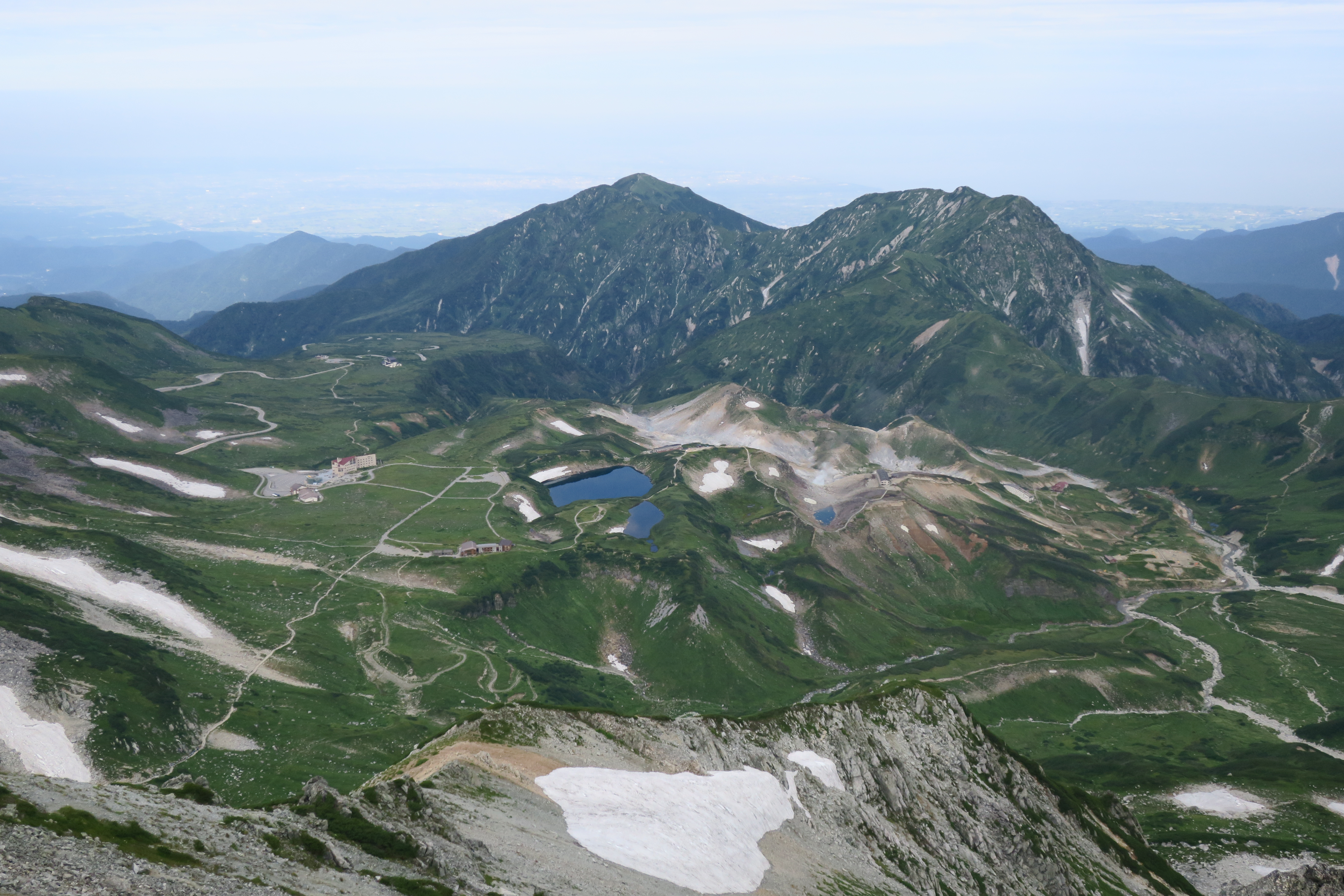
室堂平は火口の密集地帯。ミクリガ池やミドリガ池も立山火山の火口湖である。

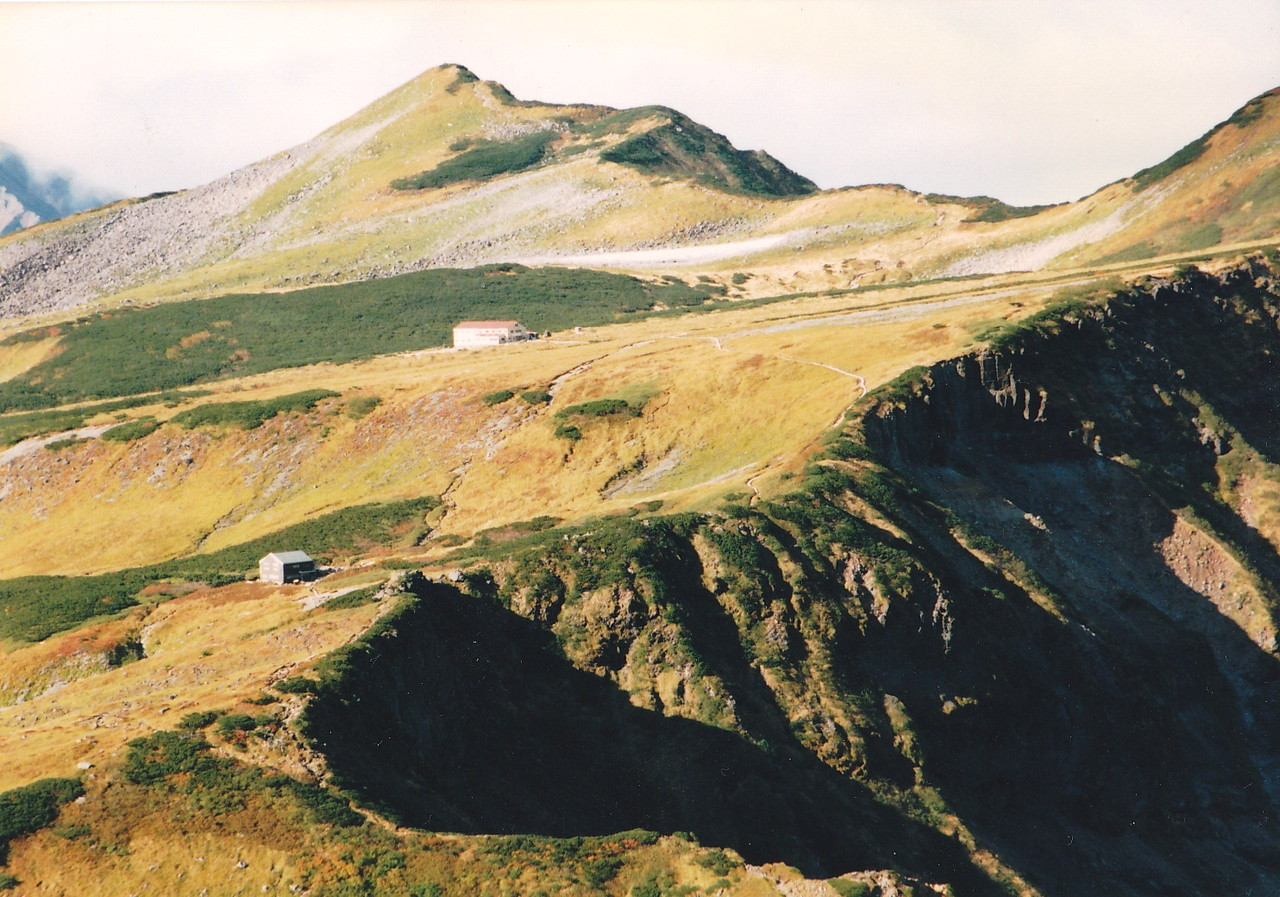
獅子岳から望む五色ヶ原と鳶山

室堂平から、天狗平、弥陀ヶ原、美女平と続くなだらかな斜面と立山カルデラ、そして鷲岳・鳶山を含んだ五色ヶ原が立山火山である。
かつて成層火山があったものが、弥陀ヶ原と五色ヶ原を分ける立山カルデラの侵食が進んで山頂部が失われていったと考えられている。稜線部には氷河によって生じたカルデラ地形と浸食された岩石の堆積物のモレーンを見ることが出来る。
主な火山活動は、地獄谷と周辺での硫気活動、温泉などである。

## 形成史
22万年前から火山活動を始め、安山岩・デイサイトの溶岩で2,800 - 3,000 mほどの火山体を形成した。その後、侵食カルデラが成長し、山体が弥陀ヶ原と五色ヶ原に分断された。侵食カルデラの中では多数の爆裂火口が形成されたと考えられているが、山体は浸食により失われその痕跡はまだ発見されていない。
山崎直方の四男で地質学者の山崎正男は、立山火山の活動期を以下のように分類した。第1期には活動休止期があるためさらに2つに分けている。

## 火山リスク

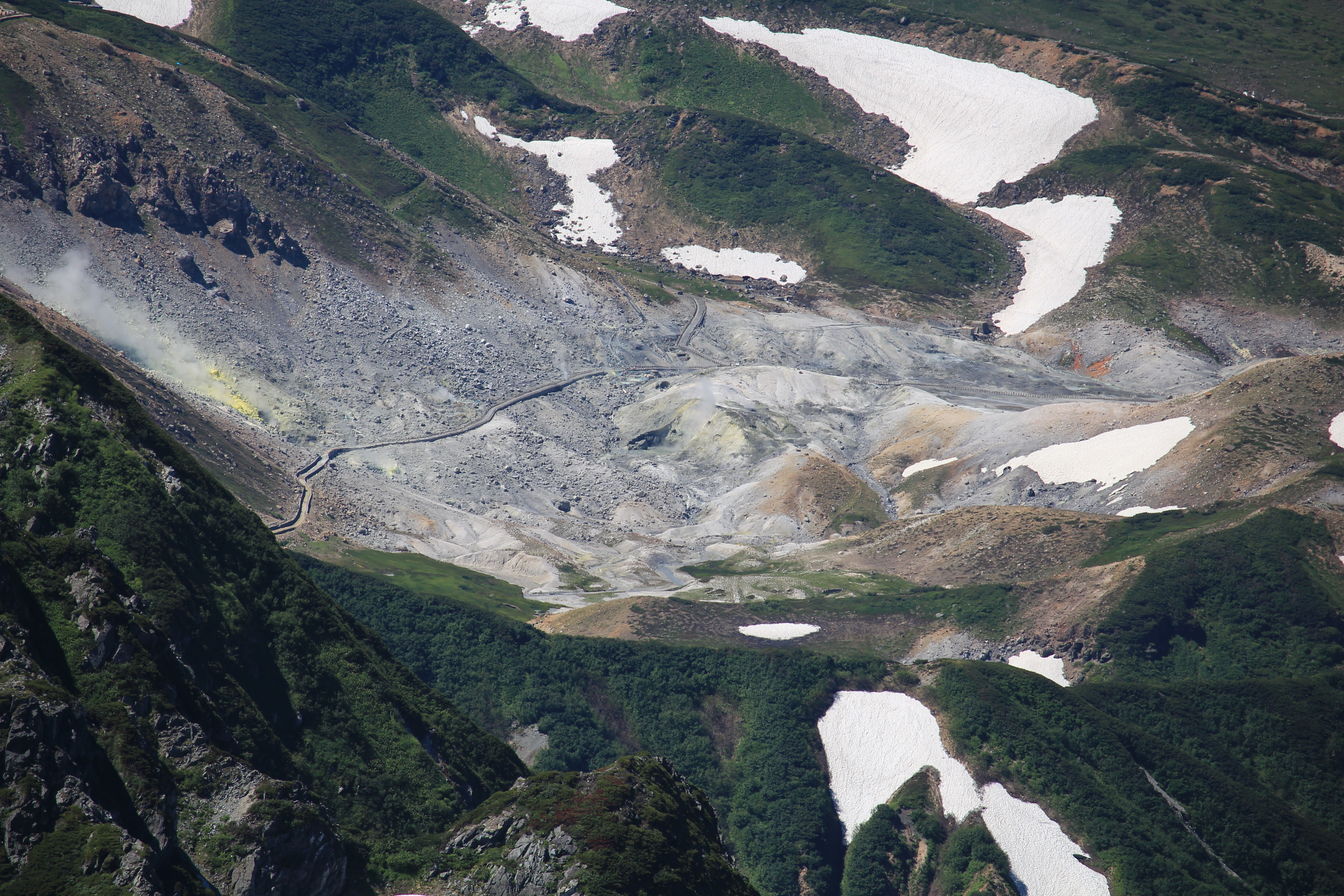
剱岳の早月尾根上部から望む地獄谷の噴気活動（2014年8月2日）。地獄谷は複数の火口が拡大・結合して形成された盆地。

土地の管理者である環境省による地獄谷での火山性ガスの計測はなされている。近年はそのガス濃度が高まり、2012年より地獄谷は立ち入り禁止が続いている。室堂から雷鳥平へ続く遊歩道では、特に地獄谷からのガスの風下に近いハイマツが茶色に枯れている個所が増加している。そのため、環境省は遊歩道沿いのガス計測ポイントを増やした。また、遊歩道のう回路の計画もされている。
例えば、2013年5月度の火山概況（気象庁）では以下の通りであった。

東北地方太平洋沖地震（2011年3月11日）以降、弥陀ヶ原周辺では地震活動が活発な状態となり、2011年10月から11月には、さらに活発化しました。その後、周辺の地震活動は低下しつつも継続しています。一方、弥陀ヶ原近傍の地震は少ない状態で経過しました。立山地獄谷では以前から熱活動が活発に継続しており、この付近では火山ガスが高濃度になることありますので、注意してください。

また、2014年8月度の火山概況（気象庁）では以下の通りである。

弥陀ヶ原［噴火予報（平常）］弥陀ヶ原近傍の地震は少ない状態で経過しました。立山地獄谷では以前から熱活動が活発に継続しており、この付近では火山ガスが高濃度になることがありますので、注意してください
。

そして2016年、気象庁の指定する常時観測火山に追加され、気象庁の各種火山観測装置が整備された。

## 立山カルデラ
立山カルデラは、立山火山が侵食されてできた、東西6.5 km, 南北5 kmの侵食カルデラである。大規模な砂防工事が行われている。